# Joaquim Gomes de Oliveira e Paiva
Joaquim Gomes de Oliveira e Paiva, mais conhecido como Arcipreste Paiva ou Padre Paiva (Desterro, 12 de julho de 1821 — Desterro, 29 de janeiro de 1869) foi um religioso, educador, político, jornalista e poeta brasileiro.

## Biografia
Aos 17 anos, foi para o Rio de Janeiro estudar no Seminário São José do Rio Comprido. Em 1847 foi ordenado padre, e regressou para Santa Catarina no ano seguinte. 
Em 1844, foi provisionado vigário (pároco) de São José da Terra Firme.
Vigário da Vara (forâneo), foi alçado ao posto de arcipreste de Santa Catarina (Chefe dos Vigários da Vara da Província), em 2 de maio de 1863. Na época, o bispado do Rio de Janeiro mantinha dois arciprestados - um no Espírito Santo e outro em Santa Catarina. O Arcipreste Paiva exerceu o posto de 1863 a 1869, quando faleceu.

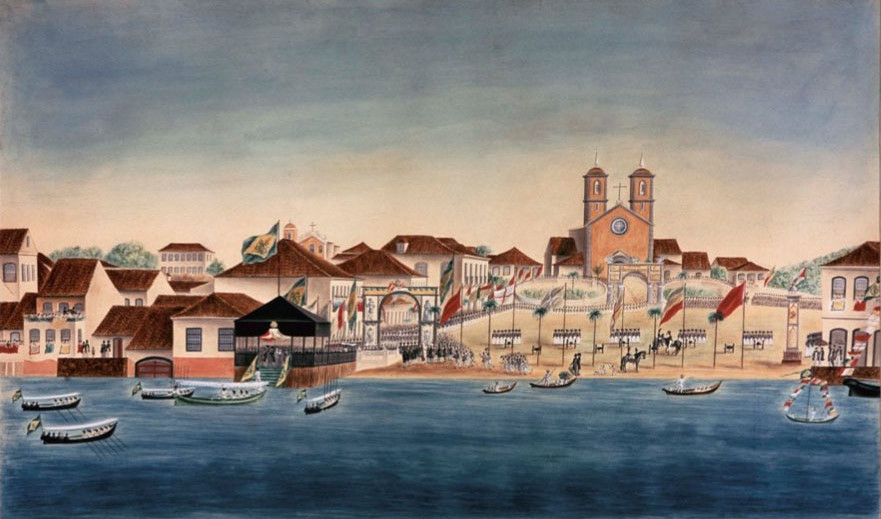
Desembarque do Imperador Dom Pedro II e da Imperatriz Dona Tereza Cristina na Ilha de Santa Catarina, por Vicente Pietro. Nesta ocasião, arcipreste Paiva escreve a "Oração de acção de graças que por occasião da visita de SS.MM. II à villa de S. José no dia 20 de outubro de 1845"

Foi o introdutor do ensino de segundo grau na então província de Santa Catarina.
Fundou o Colégio Belas Letras 1850, e o jornal A Regeneração em 1852, ambos no Desterro.
Recebeu as comendas de cavaleiro da Imperial Ordem da Rosa e da Imperial Ordem de Cristo.
É patrono da cadeira 21 da Academia Catarinense de Letras. 

## Vida política
Foi deputado à Assembléia Legislativa Provincial de Santa Catarina em onze legislaturas:
1. 5ª legislatura (1844 — 1845) (suplente convocado);
2. 6ª legislatura (1846 — 1847);
3. 7ª legislatura (1848 — 1849);
4. 8ª legislatura (1850 — 1851);
5. 9ª legislatura (1852 — 1853);
6. 10ª legislatura (1854 — 1855);
7. 11ª legislatura (1856 — 1857);
8. 13ª legislatura (1860 — 1861);
9. 15ª legislatura (1864 — 1865);
10. 16ª legislatura (1866 — 1867);
11. 17ª legislatura (1868 — 1869).

## Obras
- Cântico Sacros
- Irmão Joaquim
- Oração de acção de graças que por occasião da visita de SS.MM. II à villa de S. José no dia 20 de outubro de 1845. (1845)[3]
- Memória sobre a colônia alemã de São Pedro de Alcântara na Província de Santa Catarina (1848)
- Elogio dramatico em tres epochas recitado no Theatro Particular de São Pedro de Alcantara da Cidade do Desterro em o faustissimo dia 12 de outubro de 1852 septimo anniversario da chegada de SS.MM.II. a esta provincia. Composto e offerecido aos catharinenses por seu patricio o Padre Joaquim Gomes d'Oliveira e Paiva (1852)[4]
- Ensaios Oratórios (1861)
- Notícia Geral da Província de Santa Catarina - publicado em 1873
- Dicionário Topográfico, Histórico, e Estatístico da Província de Santa Catarina (1868) - publicado em 2003

## Representação na cultura
Uma das ruas centrais de Florianópolis tem o seu nome, Rua Arcipreste Paiva.